# تقويم بنغالي

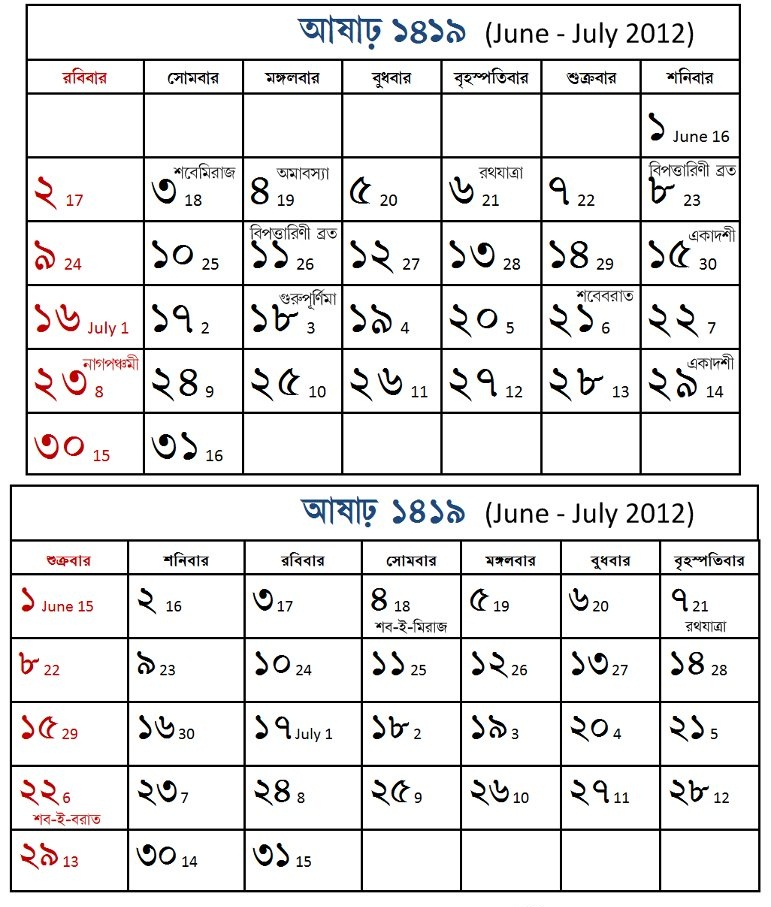
تقويم بنغالي

يستخدم التقويم البنغالي في بنغلادش وولاية غرب البنغال الهندية والمناطق الناطقة باللغة البنغالية عموماً، يعد التقويم البنغالي تقويم قمري شمسي أي أنه يعتمد على الشمس والقمر لتحديد التاريخ، تم استخدام التقويم لأول مرة في عهد السلطان جلال الدين أكبر الذي حكم إمبراطورية مغول الهند في الفترة الممتدة بين 1556 حتى 1605.

## سبب الاستخدام
كانت تلك البلاد تعتمد على التاريخ الهجري ولأن التاريخ الهجري قمري فإن السنة الزراعية لا تتطابق مع السنة المالية، لهذا كان المزارعون يعانون من ضغوط شديدة لدفع الضرائب ومن أجل تبسيط دفع الضرائب صاغ العالم الفلكي أمير فتح الله الشيرازي التقويم البنغالي استناداً على التقويم الهجري والتقويم الهندوسي.

## الفصول
يتألف التقويم البنغالي من 6 فصول، وهي:
1. جريششو: فصل الصيف
2. بورشا: فصل الأمطار أو فصل الرياح الموسمية
3. شورو: فصل الخريف
4. هيمونتو: فصل الجفاف
5. سيت: فصل الشتاء
6. بوشونتو: فصل الربيع

## أشهُر السَّنة البنغالية
1. بويشاخ (بالبنغالية: বৈশাখ)‏
2. جوشتو (بالبنغالية: জ্যৈষ্ঠ)‏
3. آشار (بالبنغالية: আষাঢ়)‏
4. سرابن (بالبنغالية: শ্রাবণ)‏
5. بادهرون (بالبنغالية: ভাদ্র)‏
6. آشين (بالبنغالية: আশ্বিন)‏
7. كارتيك (بالبنغالية: কার্তিক)‏
8. أوغروهايون (بالبنغالية: অগ্রহায়ণ)‏
9. بوش (بالبنغالية: পৌষ)‏
10. ماغه (بالبنغالية: মাঘ)‏
11. فالغون (بالبنغالية: ফাল্গুন)‏
12. تشويترو (بالبنغالية: চৈত্র)‏